# Понтификални оријентални институт
Понтификални оријентални институт (Оријентал) је католичка високошколска установа, која се налази у Риму. У Католичкој цркви је још у време понтификата папе Лава XIII (1878-1903) постојао план да се отвори једна високошколска установа која би се бавила изучавањем источног хришћанства, али је ту идеју тек 1917. године остварио папа Бенедикт XV (1914-1921). Оријентал је део Конзорцијума који сачињавају Понтификални универзитет Грегоријана (основан 1551) и Понтификални библијски институт (основан 1909), који се исто тако налазе у Риму. Све три институције води Дружба Исусова. Оријентал је подређен Светој столици, док је администрација и управа поверена Дружби Исусовој. Велики канцелар Оријентала је префект Конгрегације за Источне цркве, вицеканцелар је генерал Дружбе Исусове, док је Конгрегација за католичко образовање дикастеријум који је надлежан за одобравање академских програма Оријентала. 
Број уписаних студената у академској 2018-1019. години на Факултету источних црквених наука (Facoltà di Scienze Ecclesiastiche Orientali – SEO) износи 351, док је на Факултету Источног црквеног права (Facoltà di Diritto Canonico Orientale – DCO) 71 студент. Укупан број студента је 422, од којих су 242 гостујући студенти са других факултета. Осим професора и студената са Оријентала, сваке године око 400 страних научника похађа библиотеку ради истраживања.  

## Мисија
Основан од стране Бенедикта XV 1917. године и поверен Дружби Исусовој 1922. године од стране Пија XI, Понтификални оријентални институт је високошколска установа која као своју посебну мисију има служење источним црквама. Циљ Оријентала је да учини да источне цркве упознају „огромно богатство које … се налази у коферима њиховог предања” (папа Јован Павле II, Orientale Lumen, 4) а у исто време циљ је упознати латински запад са тим мало познатим богатством. Предмет мисије Понтификалног оријенталног института су истраживање, образовање и издаваштво везано за предања источних цркава везана за литургику, теологију, патристику, историју, канонско право, књижевност и језике, духовност, археологију и питања везана за екуменизам и геополитику. 
Циљ Оријентала је образовање студената који већ поседују диплому првог нивоа академских студија, независно на њихову верску припадност, латинску или гркокатоличку, православну или неку другу, како би продубили своје знање о хришћанском истоку о његовим црквама, теологији, духовности, литургији, канонском праву, историји и култури. Студенти највише долазе из земаља где се и налазе саме источне цркве: Блиски исток, Источна Европа, Африка (Египат, Етиопија и Еритреја) и Азија (Керала и други делови Индије; Кина), са значајним бројем студената из Европе и из обе Америке који се интересују за студирање хришћанског истока. Данас, са реком миграната и избеглица који потичу из неких од горе поменутих земаља, студенти долазе из заједница источних хришћана из дијаспоре.  

## Историја

### прве године.
Прво, привремено седиште Оријентала било је у непосредној близини Ватикана, у палати Конвертенди (Palazzo dei Convertendi) на Piazza Scossacavalli, који је касније морало да уступи простор за отварање Via della Conciliazione. Институт је након тога краћи период био угошћен у зградама Понтификалног библијског института у Риму, на адреси Via della Pilotta 25, све до 1926. године, када је добио своје дефинитивно седиште на адреси Piazza di Santa Maria Maggiore 7. Од свих римских цркава, базилика Santa Maria Maggiore, која се налази на истоименом тргу, је највише повезана са Истоком. Њени познати мозаици израђени су у време папе Ксиста III (432-440) у част Трећег васељенског сабора, одржаног у Ефесу (431), који је да би нагласио чињеницу да је Исус Христос једна личност, прогласио Марију, Његову мајка, Богородицом (Теотокос, на грчком). Пошто се базилика дичи што поседује реликвије витлејемских јаслица, она је позната и по називу “ad Praesepe”, тј. Црква јаслица. У овој цркви су у другој половини IX века словенски апостоли свети Ћирило и Методије, положили своје литургијске књиге као знак да су од тог тренутка добили папско одобрење да се служи литургија на старословенском језику. У једној бочној улици прекопута Оријентала налази се базилика Santa Prassede, са познатим мозаицима из каролиншког периода, који сведоче о одбацивању иконоборства од стране папе светог Пасхалија I, који је у време подизања базилике (817) био поновно покренут на Истоку. У базилици је постављена мермерна табла, којом се обележава место смрти светог Ћирила, Методијевог брата, који је ту умро 869. године. У комплексу где се налази Оријентал налази се и црква светог Антонија Великог, према коме источни хришћани имају посебно поштовање, који је исто тако веома поштован и у Риму, где се људи још увек сећају да се у овој цркви обављало благосиљање животиња на његов празник. Од оснивања Папског руског колегијума 1929. године, познатијег као Русикум (Russicum) од стране папе Пија XI (1921-1939), црквом руководе језуити који живе у колегијума. По многим параметрима, локација Оријентала је заиста једно идеално место. 

### првих 100 година
Оријентал је основан као сестринска установа Конгрегације за Источну цркву, чије име је промењено 1967. године у Конгрегација за Источне цркве. Без односа са тим важним органом Свете столице, не би било могуће разумети циљ и мисију Оријентала, нити чињеницу да је његово оснивање 1917. године, било у пуном јеку „бескорисног покоља” Првог светског рата. Оснивање Оријентала било је одговор на једно старо и познато питање, познатије као источно питање (la question d’Orient). То питање се јавило први пут после великог отоманског пораза од стране Руса 1774. године (види Кучуккаинарџијски мир), које је постало још важније доласком Наполеона у Египат 1798: шта би требало учинити за милионе хришћана који се налазе под отоманском влашћу када нестане Отоманско царство? Питање је достигло свој врхунац током Евхаристијског конгреса у Јерусалиму 1893, када су источни католички патријарси упознали папског делегата кардинала Беноа Ланжењоа (Benoît Langenieux) са нелагодностима и молбама њихових заједница, са којима је он касније упознао папу. Лав XIII је одмах сазвао скупштину источних католичких патријараха за следећу, 1894. годину, са које је и изашло апостолско писмо Orientalium dignitas, позната као Magna Charta о правима источних католика. 
После пропасти Руске империје после фебруарске револуције 1917. године, када се већ назирала и пропаст отоманског царства, папа је одлучио да нешто предузме. Својим motu proprio под називом Providentis Dei (01.05.1917), папа је основао Конгрегацију за Источну цркву, док је са motu proprio под називом Orientis catholici (15.10.1917) основао Оријентал. Папа је задржао за себе префектуру над новом Конгрегацијом, којом је на почетку руководио секретар, иако је по правилима канонског права (уп. канон 257 из Codex Iuris canonici донетог од стране двојице папа: Пија X и Бенедикта XV из 1917. године) на њеном челу требало да буде кардинал. Већ после три године од оснивања Оријентала, Бенедикт XV је дозволио Институту својом апостолском конституцијом Quod nobis in condendo право да даје академска звања. Од самог почетка папа је инсистирао на богатој специјализованој библиотеци која би омогућила студирање и истраживање како професорима тако и студентима на Оријенталу.
На почетку професори су били бирани како из различитих верских редова, тако и од лаика. Међу њима су били: Antoine Delpuch (1868-1936) од белих отаца (Padri Bianchi), који је био управник Оријентала прве године рада (1918-1919); двојица бенедиктинца, од којих је један био блажени Алфредо Илдефонсо Шустер (Alfredo Ildefonso Schuster); тројица асумпциониста, међу њима Мартин Жужи (Martin Jugie,1878-1954), који је био професор на Оријенталу првих пет година, и који је написао једну монументалну синтезу о историји источне теологије; један домениканац; један мехитариста; четворица језуита, међу њима познати археолог Guillaume de Jerphanion (1877-1948); двојица Руса, један Грк и један   
Етиопљанин; као и тројица професора цивила, међу њима реномирани филолог и историчар Michelangelo Guidi. 
Након што је постао папа Пије XI је осетио да би било много боље да само један ред преузме не само бригу о руковођењу институтом, већ и бригу око планирања и усавршавања оних који би требало да касније воде образовање на Оријенталу. Његов избор је пао на језуите, тако да је током једног сусрета са генералом Владимиром Ледоховским (Vladimir Ledochowski) 14.09.1922. предао Оријентал Дружби Исусовој. То је била сугестија опата Алфреда Илдефонса Шустера (Alfredo Ildefonso Schuster, OSB), који је убрзо затим постао први управник Оријентала са пуним ингеренцијама. Следи затим период првог управника из реда језуита, Мишела Дербињија (Michel d’Herbigny, 1880-1957), који је био управник од 1922. до 1931. Он је био изузетно надарен човек, који је успео да дâ нови импулс овој новој академској установи захваљујући својим публикацијама, као и захваљујући новом седишту на Piazza di Santa Maria Maggiore. Тешкоће које је имао током своје деликатне мисије у Русији, натерале су га да се превремено повуче са своје дужности. На месту управника Дербињија је наследио Емил Херман (Emil Hermann, 1932-1951), немачки каноничар светског гласа, који је захваљујући својој мудрости водио институт у току рата; Игнасио Ортиз де Урбина (Ignacio Ortiz de Urbina, 1951-1957), Баскијац, патролог светског гласа; Alphonse Raes, 1957-1962), реномирани научник сиријских превода, који је постао префект Ватиканске библиотеке; Џозеф Гил (Joseph Gill, 1962-1963), велики познавалац Флорентинског сабора (1438-1445) и главни уредник издања које се бави Актима тог Сабора; затим поново Џозеф Гил (Joseph Gill, 1964-1967) који је 1965. почео да носи титулу ректора; Иван Жужек (Ivan Žužek, 1967-1972), који је касније постао секретар Понтификалне комисије за ревизију источног канонског права; Georges Dejaifve (1972-1976), познати екумениста; Eduard Huber (1976-1981), који је био ректор Meudon School of Russian; Петер Ханс Ковенбах (Peter-Hans Kolvenbach, 1981-1983), који је после краћег периода постао генерал Дружбе Исусове у наредних 25 година (1983-2008); Gilles Pelland (1984-1986), који је касније постао ректор Грегоријане; Ђино Пјовезана (Gino Piovesana, 1986-1990), коме је од велике помоћи било његово искуство ректора Sophia University у Токију као и добро познавање руске филозофије; Кларенс Галагер (Clarence Gallagher, 1990-1995), каноничар који је обављао дужност декана и ректора; затим поновно Gilles Pelland (1995-1998), једини ректор који је ту дужност обављао у два мандата у различито време; Héctor Vall Vilardell (1998-2007), екумениста који је био ректор 9 година; Цирил Васил (Cyril Vasil’, 2007-2009), каноничар, који је након две године постао надбискуп и секретар Конгрегације за источне цркве; Сани Кокоравалаил (Sunny Kokkaravalayil, 2009-2010), такође каноничар, био је проректор годину дана, и исто тако седам година духовни надзорник заједнице; Џејмс Мекан (James McCann, 2010-2015), који је после одласка са дужности постао виши потпредседник Фондације Грегоријана у Њујорку; и Давид Назар (David Nazar, 2015-), током чијег мандата не само да је реконструисан Оријентал, већ је и заједница професора језуита са Института ујединила са заједницом језуита Понтификалног руског колегијума, познатијег као Russicum.
Стогодишња историја Института (1917-2017) може да се подели на први период од првих 11 година, током којих је Оријентал почео да се афирмише и да постане препознатљив, што је и учињено са енцикликом Пија XI посвећеној Оријенталу, Rerum orientalium (1928). Потом следи период од наредних 30 година, све до почетка Другог ватиканског концила (1928-1958), када је очекивана богата жетва већ била прикупљена, и када су постављене основе за даљу надоградњу. У наредних 30 година после Концила до 1989, свеж ветар Другог ватиканског концила је донео поновно интересовање за католички исток и запад. Када се 1989. године поново отворила Источна Европа, нови односи и могућности су се отворили и за сами Институт према свету који је до тог периода био забрањен, и многи нови студенти из тих земаља су могли да започну студирање на Оријенталу.     

### XXI век.
Пратећи модерне педагошке стандарде за академско усавршавање, реновирана је библиотека, тако да је уграђена клима, врхунско LED осветљење, модерно озвучење и све више дигиталних извора. Поводом стогодишњице оснивања Оријентала (1917-2017) папа Фрања је посетио Институт 12. октобра 2017. Захваљујући његовој широкогрудој донацији, извршена је реструктурација која је омогућила повећавање простора на Оријеталу, отварајући модерне канцеларије за професоре, трпезарију за студенте и кабинете за факултетске састанке као и за састанке студената. Оријентал користи и G Suite и Google for Education док је интернет мрежа увећана за 1 гигабајт up and down. То пружа могућност конференцијској сали да директно преноси догађаје уживо и да има могућност преношења предавања и конференција online помоћу Google Hangout. Осветљење и озвучење су доведени до стандарда дигиталних норми модерне педагогије. 

## Библиотека
Библиотека Института је без сумње највреднији бисер Оријентала. Она представља једну од најбогатијих библиотеки на свету посвећених хришћанском истоком. Библиотека Оријентала је купила и одређене књиге које су биле побацане током првих година у Совјетском Савези. Оријентал је увек са великом пажњом пратио све што долази са Истока, тако да библиотека поседује, на пример, читаву колекцију Правде. Простор библиотеке је значајно проширен захваљујући интересовању папе Јована Павла II после његове посете Оријенталу 1987. године. Aula magna, конференцијска сала која угошћава један део библиотеке, је обновљена поводом прославе стогодишњице 2017. године, представља safespace за међународне дискусије о проблематичним и специфичним временима. Сирија, аутокефалија, геноцид, ненасиље су неке од тема у којима су имами, дипломате, патријарси, кардинали и „обичан народ” заједно учествовали. 

## Академија:

### факултети и језици
Будући да је Оријентал институт, он има само два факултета: Источних црквених наука и Источног канонског права. На почетку је био само један факултет, који је следио програм већ означен оснивачком повељом Бенедикта XV (1917), који је обухватао теологију, духовност, литургику и канонско право, као и археологију и друге повезане науке неопходне да обезбеде уравнотежен програм студија друштвених структура, уметност, културу и историју. У овом курикулуму, изузетно важно место заузимају језици, тако да су поред италијанског који је главни језик на коме се врше предавања, изузетно важни и старогрчки, сиријски, руски, старословенски језик. Поред јерменског, коптског, етиопског и грузијског, који су постали део курикулума, последњих година додати су савремени грчки и румунски. Савремени грчки је подељен на 4 нивоа, после чега је могуће да се добије диплома призната од грчке владе. За студенте канонског права, неопходно је студирање латинског језика. У току припремне године организован је један добар програм италијанског језика.  
Факултет источног канонског права основан је 1971. одвајањем од Факултета источних црквених наука, углавном због рада на ревизији источног црквеног права и припреме за одговарајућег кодекса. Секретар те комисије био је Иван Жужек (Ivan Žužek, SJ, 1924-2004). Оријентал, са својим професорима канонског права наставља да служи као главни центар израде кодекса, који не само да се користи у источним католичким црквама, већ постоји и одређено интересовање код неких делова православног света. 

### Издаваштво
Поред образовања и давања академских звања магистратуре и доктората, Оријентал је познат и по својим издањима. Године 1923. изашао је први број Orientalia Christiana. Након стотину објављених бројева, 1934. године серија је подељена на Orientalia Christiana Analecta (за монографије) и Orientalia Christiana Periodica (за чланке и рецензије). После проглашења Кодекса канонског права за Источне цркве (CCEO), 1990. године, одлучено је да се покрене нова серија за монографије везане за црквено право Kanonika, тако да је 1992. изашао први број. Критичко издање Anaphorae Orientales, које је започео Alphonse Raes 1939. године привукло је пажњу на једно од многих заборављених блага хришћанског истока, и њу је наставио реномирани литургичар са Оријентала, проф. Роберт Тафт (Robert Taft, SJ). Када је Вилијам Макомбер (William Macomber) објавио најстарији познати текст Адајеве и Маријеве анафоре, мало ко је могао замислити колико је то било од користи Конгрегацији за доктрину вере 2001. године када је одлучено да се прогласи правоверним и валидним анафора без експлицитних речи освећења.  

## Значајна достигнућа
Кодекс канонског права за Источне цркве (CCEO) је скоро у потпуности припремљен на Оријенталу. Овај кодекс представља један велики корак напред за источне хришћане, јер по први пут имају свој лични законик који омогућује свакој од источних цркава sui juris даљи развој свог властитог права. Други монументални допринос Оријентала било је критичко издање докумената Флорентинског сабора (1438-1445) које су приредили професори Факултета Источних црквених наука. То је довело 1947. године до одлуке Пија XII да се прочисти јерменски католички обред од латинизације. Међу многим научним радовима вредним спомена, ограничавамо се да споменемо најважнију студију до сада о литургији светог Јована Златоустог у 6 томова; Енциклопедијски речник хришћанског истока; преводе са коментарима сиријских рукописа од IX до XIII века; издање докумената из ватиканских архива у 7 томова о Јерменском питању (1894-1925); слично издање посвећено асирско-халдејском питању (1908-1938); каталог са коментарима о 150 етиопских рукописа; детаљне студије о мозаицима, фрескама и архитектури старих цркава у Малој Азији итд. 

## Истакнути студенти
Guillaume Jerphanion, SJ, остаје упамћен по својим радовима из археологије и о подземним црквама у Кападокији. Marcel Viller, SJ, професор патристике на Оријенталу постао је један од оснивача монументалног Dictionnaire de Spiritualité. Његов наследник, кардинал Томаш Шпидлик (Tomáš Špidlík, SJ) познати научник руске богословске духовности. Irenée Hausherr је поставио темеље Источне хришћанске духовности, а његове књиге се и данас продају као да су јуче писане – баш као што је и са делима Хуана Матеоса (Juan Mateos, SJ) кога на трагу Антона Баукштарка (Anton Baumstark, 1872-1948), Роберт Тафт и Г. Винклер (G. Winkler) сматрају оснивачем „Матеосове школе упоредне литургије”. Georg Hofmann, SJ, црквени историчар, који је имао значајан удео у издавању Аката Флорентинског сабора. Оријентал је био обдарен читавом генерацијом литургичара, међу којима су: Мигел Аранц (Miguel Arranz, SJ, 1930-2008), и много пута помињани Роберт Тафт (Robert F. Taft, 1932-2018). Самир Халил Самир (Samir Khalil Samir, SJ) је допринео промоцији истраживања великог наслеђа арапске хришћанске литературе. Gustav Wetter, SJ је био светски ауторитет по познавању марксизма. Placid J. Podipara, C.M.I, је био велики експерт о индијским хришћанима, хришћанима светог Томе.

патријарх Вартоломеј (Архондонис), цариградски патријарх, који је студирао на Оријенталу од 1963. до 1968. где је одбранио докторску дисертацију под називом: Sulla Codificazione dei Sacri Canoni e dei Precetti Canonici, под руководством проф. Ивана Жужека
патријарх Грегориос III Лахам (Gregorios III Laham), почасни антиохијски католички патријарх  
кардинал Јосиф Слипиј (Josef Slipyj), први велики надбискуп Гркокатоличке цркве у Украјини 
патријарх Павле Хејхо (Paul Cheiko Paul), вавилонски патријарх Халдејске цркве 
патријарх Рафаел I Бидавис (Bidawid Raphael), вавилонски патријарх Халдејске цркве 
патријарх Игњатије Антоније (Ignace Antoine Hayek), антиохијски патријарх сиријске католичке цркве 
патријарх Павле Петар (Paul Pierre Méouchi), маронитски патријарх 
патријарх Стефанос I Сидарус (Stephanos I Sidarouss), александријски коптски патријарх 
велики надбискуп Свјатослав Шевчук (Sviatoslav Shevchuk), велики надбискуп Гркокатоличке цркве у Украјини 
двојица генерала Дружбе Исусове: Петер Колвенбах (Peter Kolvenbach), који је био ректор Оријентала, и Жан-Баптист Жансенс (Jean-Baptiste Janssens)  
Листа кардинала везаних за Оријентал:  

кардинал Алфредо Илдефонсо Шустер (Alfredo Ildefonso Schuster, OSB) први управник и професор литургике на Оријенталу 
кардинал Грегорио Пјетро Агађанијан (Gregorio Pietro Agaganian). 
кардинал Франц Кенинг (Franz König), кардинал надбискуп и оснивач Pro Oriente.. 
кардинал Франц Ерле (Franz Ehrle), професор на Ориејнталу. 
кардинал Ладислав Рубен (Ladisław Ruben) префект Конгрегације за Источне католичке цркве. 
кардинал Ежен Тисеран (Eugène Tisserant), секретар Конгрегације. 
кардинал Алојз Грилмајер (Aloys Grillmeier, SJ), теолог и професор патристике. 
кардинал Јозеф Томко (Josef Tomko) почасни префект Конгрегације за Евангелизацију народа. 
Кардинал Алоис Гриллмеиер, СЈ, патролог и научник. 
кардинал Томаш Шпидлик (Tomáš Špidlík, SJ), познати аутор књига о источној хришћанској духовности 
Списак познатих студената почиње са блаженим Евгенијем Босилковим, епископом никопољским у Бугарској и мучеником. Априла 2013. два православна епископа, који су некада били студенти на Оријенталу су киднаповани у Алепу у Сирији: Павле (Јазиги) и Мар Григорије Јохана Ибрахим. Још увек се не зна шта је са њима. Други познати студенти су: Engelbert Kirschbaum, SJ, археолог; Robert Murray, SJ, велики пријатељ Толкина; Alessandro Bausani, исламолог; Hans-Joachim Schultz, литургичар, Lambert Beauduin, OSB, оснивач Chevetogne и René Vouillaume, приор мале Христове браће. На Оријенталу је студирао и Yves de Montcheiul, SJ (1900-1942) веома обећавајући теолог, кога су убили нацисти у току Другог светског рата. 

## Публикације
- Ориенталиа Цхристиана Аналецта објављује радове стручних стручњака о источном хришћанству.
- Ориенталиа Цхристиана Периодица садржи чланке и рецензије књига.
- Каноника покрива теме канонског права.
- Анапхорае Ориенталес исписује еухаристијске молитве хришћанског истока.
- Едизиони Ориенталиа Цхристиана такође објављује појединачна дела. [33]

## Додатни сарадници и алумни
- Ecumenical Patriarch Bartholomew I
- Eugene Bossilkov
- Virgilio Canio Corbo
- Peter Dufka
- John D. Faris
- Borys Gudziak
- Moussa El-Hage
- Édouard Hambye
- Hausherr Irénée|Irénée Hausherr
- Michel d'Herbigny
- Mar Sarhad Yawsip Jammo
- Guillaume de Jerphanion
- Peter Hans Kolvenbach
- Stjepan Krizin Sakač
- Xavier Koodopuzha
- Hlib Lonchyna
- Thomas Mar Koorilos
- Teodor Martynyuk
- Józef Milik
- Paul Mulla
- George Nedungatt
- Andrew Pataki
- Aurel Percă
- Victor J. Pospishil
- Dimitri Salachas
- Samir Khalil Samir
- Leonardo Sandri
- Josyf Slipyj
- Joseph Soueif
- Tomáš Špidlík
- Robert F. Taft
- Mar Awa Royel
- William Toma
- Raphael Thattil
- Andrews Thazhath
- Jacob Thoomkuzhy
- Alexandr Volkonsky
- Cyril Vasiľ
- Ivan Žužek